# Jon Idígoras
Jon Idigoras Gerrikabeitia (Amorebieta, Biscaia, 3 de maig de 1936 - Deusto, Bilbao, 2005) fou un sindicalista i polític basc i dirigent històric de la coalició Herri Batasuna.
Va començar a treballar com obrer metal·lúrgic als 14 anys en la factoria d'IZAR de Zornotza, on ja treballava el seu pare. Afeccionat als toros des de jove, Idígoras va arribar a bregar toros en algunes places basques com a Chiquito de Amorebieta, Chiquito de Eibar o Morenito del Alto. Durant la dictadura franquista milità activament en la lluita antifranquista, el moviment obrer i el moviment independentista, patint entre 1958 i 1974 diverses detencions i tortures a mans de la Policia Armada i la Guardia Civil, i essent empresonat diverses vegades per la seva activitat al front obrer d'ETA i com a sindicalista en l'organització de vagues i lluites obreres, havent de marxar a l'exili l'any 1975 a Euskadi Nord, on treballarà de peó d'obra mentre manté la seva activitat política, ja només com a sindicalista, en aquella època va ser un dels fundadors del sindicat abertzale LAB, el 1975.
Ja de retorn, el 1978 va emprendre la seva activitat política pública a la Taula d'Alsasua (Navarra) com a fundador d'Herri Batasuna. Va ser integrant de les taules nacionals de la formació des de la primera, el 1978, al costat de personalitats com Telesforo Monzón, Francisco Letamendia Ortzi, José Luis Elkoro, Txomin Ziluaga, Patxi Zabaleta, Jokin Gorostidi, Iñaki Aldekoa, Iñigo Iruin o Tasio Erkizia; fins a 1995 i portaveu d'aquesta coalició durant molts anys. Va ser escollit al parlament basc els anys 1980, 1984, 1986 i diputat al Congrés de l'estat espanyol el 1986, 1989 i 1993. Com a portaveu de l'esquerra independentista en la dècada dels 80 es va veure denunciat en nombroses ocasions per les seves declaracions, singularment davant el Tribunal Suprem que va arribar a tramitar fins a quatre procediments alhora contra ell. L'any 1981, fou detingut junt amb la resta de parlamentaris independentistes, per protestar durant la visita del rei espanyol Joan Carles de Borbó a la Casa de Juntes de Guernica cantant l'himne de l'Eusko Gudariak amb el puny alçat, i empresonats durant uns dies a Basauri. També va passar per diversos jutjats per a declarar sobre una suposada relació amb ETA. En tots els casos va acabar absolt. La seva dona, Begoña, hagué de fugir a l'exili en una ocasió, l'any 1980.
El 20 de novembre de 1989 va ser testimoni de l'atemptat perpetrat a Madrid per assassins parapolicials d'ultradreta contra els diputats d'Herri Batasuna al Congrés, en el qual va ser assassinat el diputat independentista Josu Muguruza i ferit molt greu Iñaki Esnaola. Idigoras en va sortir il·lès perquè l'arma que l'apuntava es va encallar. Després d'aquest episodi, l'any 1993 fou escollit altra vegada diputat, i es presentà al palau de la Zarzuela per a entrevistar-se amb el rei espanyol i expressar la seva disposició a cercar solucions al conflicte. Més tard, va ser empresonat al costat de la resta dels membres de la taula nacional d'Herri Batasuna, l'any 1997 per ordre del magistrat de l'Audiència Nacional espanyola Baltasar Garzón, acusat de col·laborar amb ETA per difondre un vídeo amb la proposta de pau de l'Alternativa Democràtica per a Euskal Herria, emesa l'any 1996. Va sortir en llibertat provisional, a causa de la greu malaltia pulmonar que patia.
El 1999 va publicar les seves memòries: El hijo de Juanita Gerrikabeitia (Editorial Txalaparta). En els seus últims anys, la gravetat del seu estat de salut havia fet que passés a ser considerat com un històric dels successius partits en els quals es va agrupar l'esquerra abertzale. La seva presència es va veure limitada a aparèixer en manifestacions, articles en diaris i algunes rodes de premsa, especialment després de la il·legalització de Batasuna. La seva última compareixença d'abast va ser la intervenció que va realitzar en el míting que Batasuna va celebrar en el velòdrom d'Anoeta (Donostia) el 14 de novembre de 2004, en el qual es va fer pública la Proposta d'Anoeta.
Jon Idigoras va morir a causa d'una malaltia pulmonar crònica a dos quarts de dotze del 3 de juny de 2005 a la Clínica Sant Sebastià de Deusto (Bilbao). La seva capella ardent va ser instal·lada en el saló d'actes de l'Ajuntament d'Amorebieta.